# Shōwa

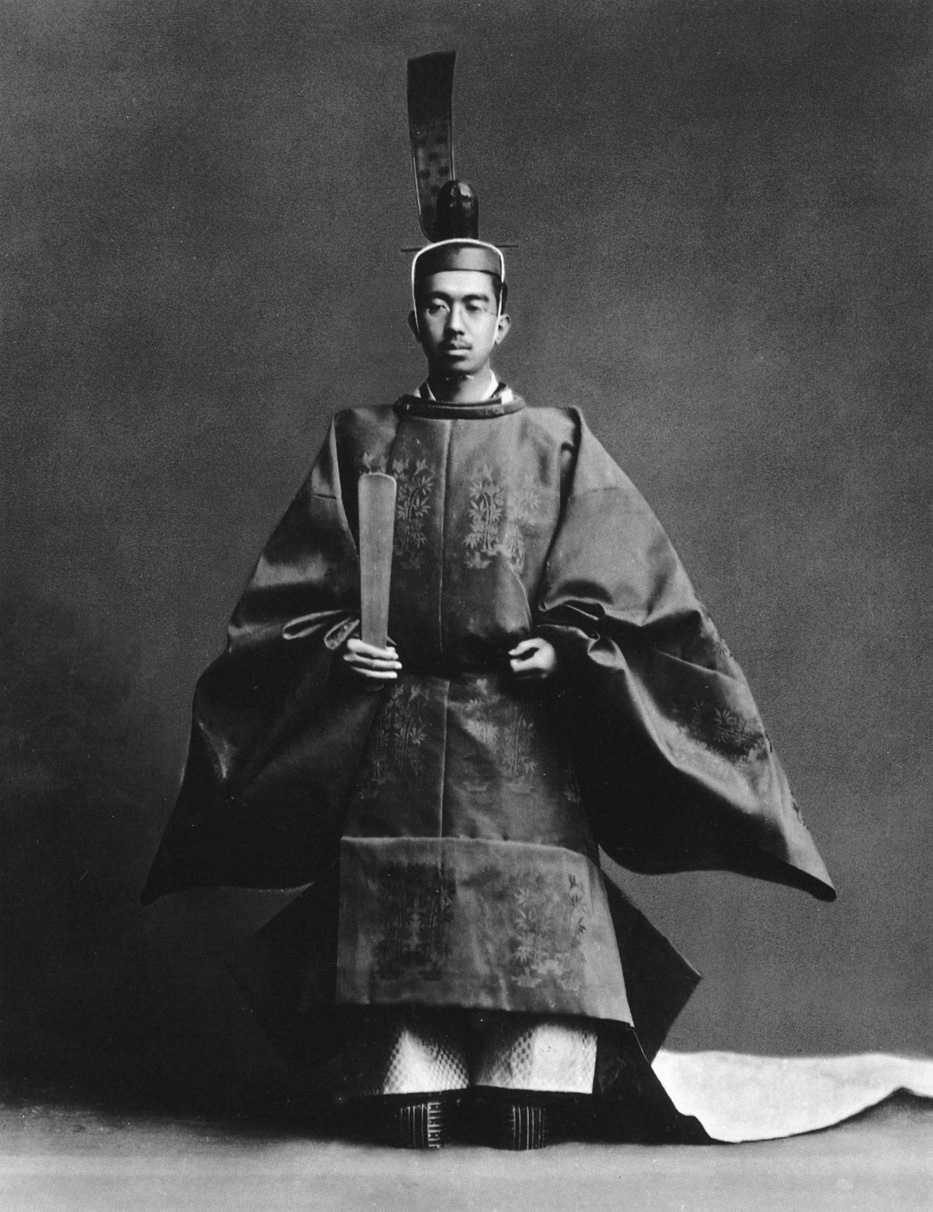
Kejsare Hirohito i kröningsdräkt 1928.

Shōwa (japanska: 昭和?, shōwa), 25 december 1926–7 januari 1989, är den period i japansk tideräkning som inleds med kejsar Hirohitos trontillträde 1926 och slutar med hans död 1989.
Shōwa betyder upplyst fred, men perioden är i Japan intimt förknippad med Stillahavskriget. Efter sin död kallas kejsar Hirohito i Japan för "Showakejsaren" (Shōwa-ten'nō), i enlighet med det moderna bruket att göra periodnamnet till kejsarens postuma namn.
Shōwa är med sina 62 år den längsta perioden i den japanska tideräkningen. Under denna tid genomgick Japan så olika faser som militariseringen före kriget, den amerikanska ockupationen och de ekonomiska rekordåren därefter.